# 大宁河 (贺江)
大宁河，位于中国广西壮族自治区贺州市八步区境内，是贺江左岸支流，上游也称桂岭江，下游也称临江，发源于贺州市八步区开山镇以西，广西与湖南交界地带，东南流经贺州市的桂岭镇，于大宁镇平阳村以西左纳大滩河后转西南流，经大宁镇、黄洞瑶族乡，于贺街镇大鸭村以南的浮山汇入贺江。干流长110千米，平均比降2.84‰，流域面积2419平方千米。年均径流量26.8亿立方米。